# Boten
Boten là một thị trấn nhỏ nằm tại tỉnh Luangnamtha, Lào.
Phía bắc thị trấn là cửa khẩu Boten, thông thương sang tỉnh Vân Nam, Trung Quốc.

## Vị trí
Thị trấn này nằm trên biên giới giữa Lào với Trung Quốc. Bên kia biên giới là thị trấn Ma Hàm thuộc tỉnh Vân Nam. Tuy Boten thuộc nước Lào nhưng hầu hết dân cư tại đây lại sử dụng tiếng Trung như là ngôn ngữ chính. Một đường hầm đường sắt xuyên biên giới dài 9,68 km nối Boten với Ma Hàm sẽ là một phần của tuyến đường sắt Trung Quốc-Lào trong tương lai. Việc xây dựng được bắt đầu vào tháng 6 năm 2016 và chính thúc khánh thành vào tháng 11 năm 2021.

## Kinh tế
Từng được quy hoạch để trở thành một đặc khu kinh tế với những nhà máy nhưng vào năm 2002, một sòng bạc và một số khách sạn lớn được xây dựng ở Boten. Sòng bạc chủ yếu thu hút du khách Trung Quốc, bởi vì ở Trung Quốc việc đánh bạc là bất hợp pháp.
Năm 2011, trước những áp lực từ chính phủ Trung Quốc, sòng bạc đã bị đóng cửa. Theo báo cáo từ các phương tiện truyền thông, các chủ sòng bạc tổ chức đánh bạc sẽ bắt giữ những con nợ trong trường hợp không có khả năng chi trả. Ngày nay, sòng bạc và hầu hết các khách sạn đều bị bỏ rơi.

## Cửa khẩu Boten
Cửa khẩu Boten là cửa khẩu quốc tế, ở phía bắc thị trấn, thông thương sang cửa khẩu Ma Hàm tỉnh Vân Nam, Trung Quốc .

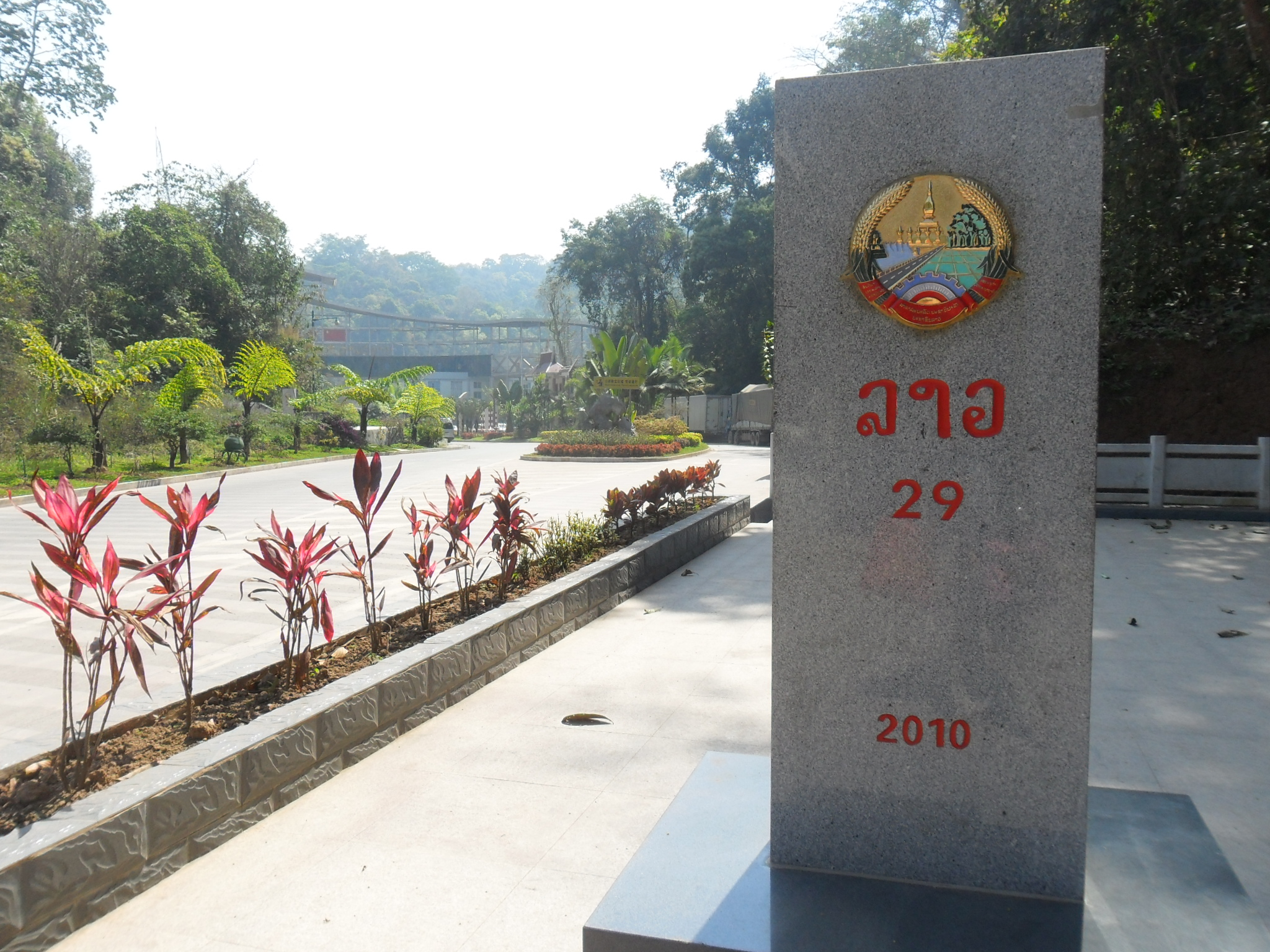
Cột mốc biên giới Lào
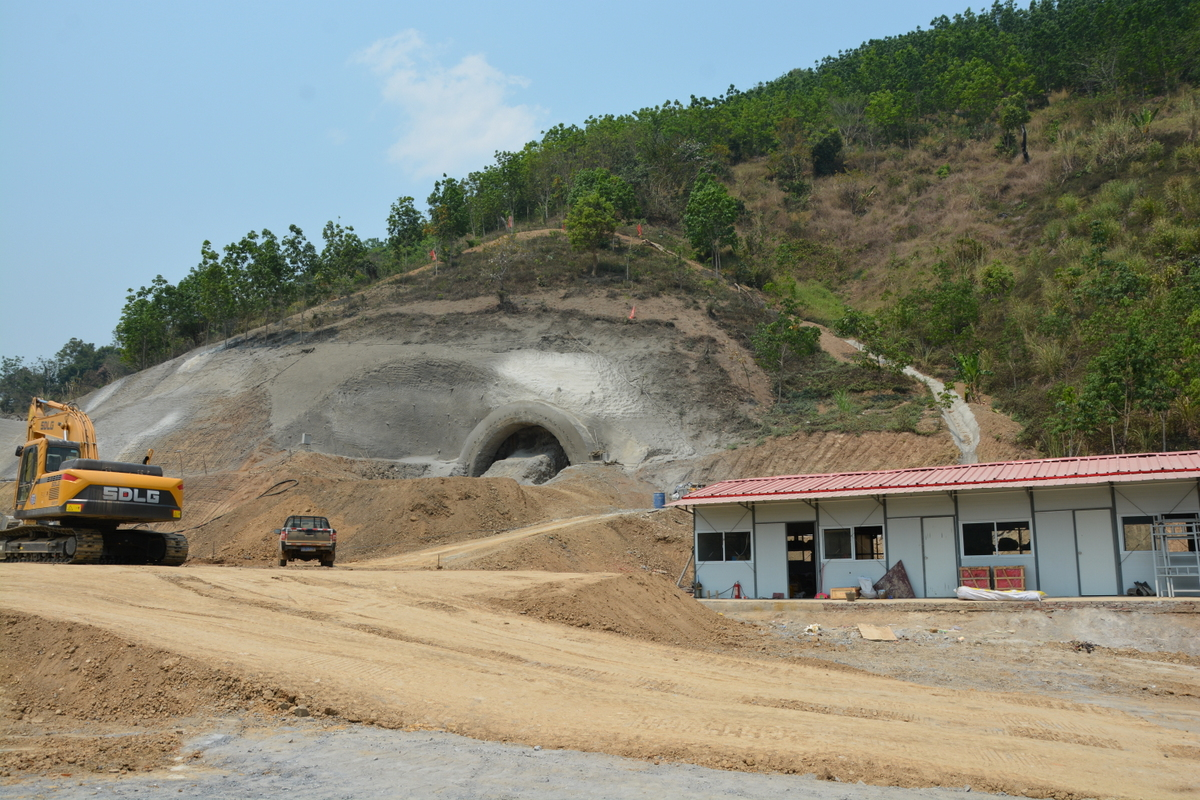
Công trường xây dựng đường hầm Boten, tháng 3/2017
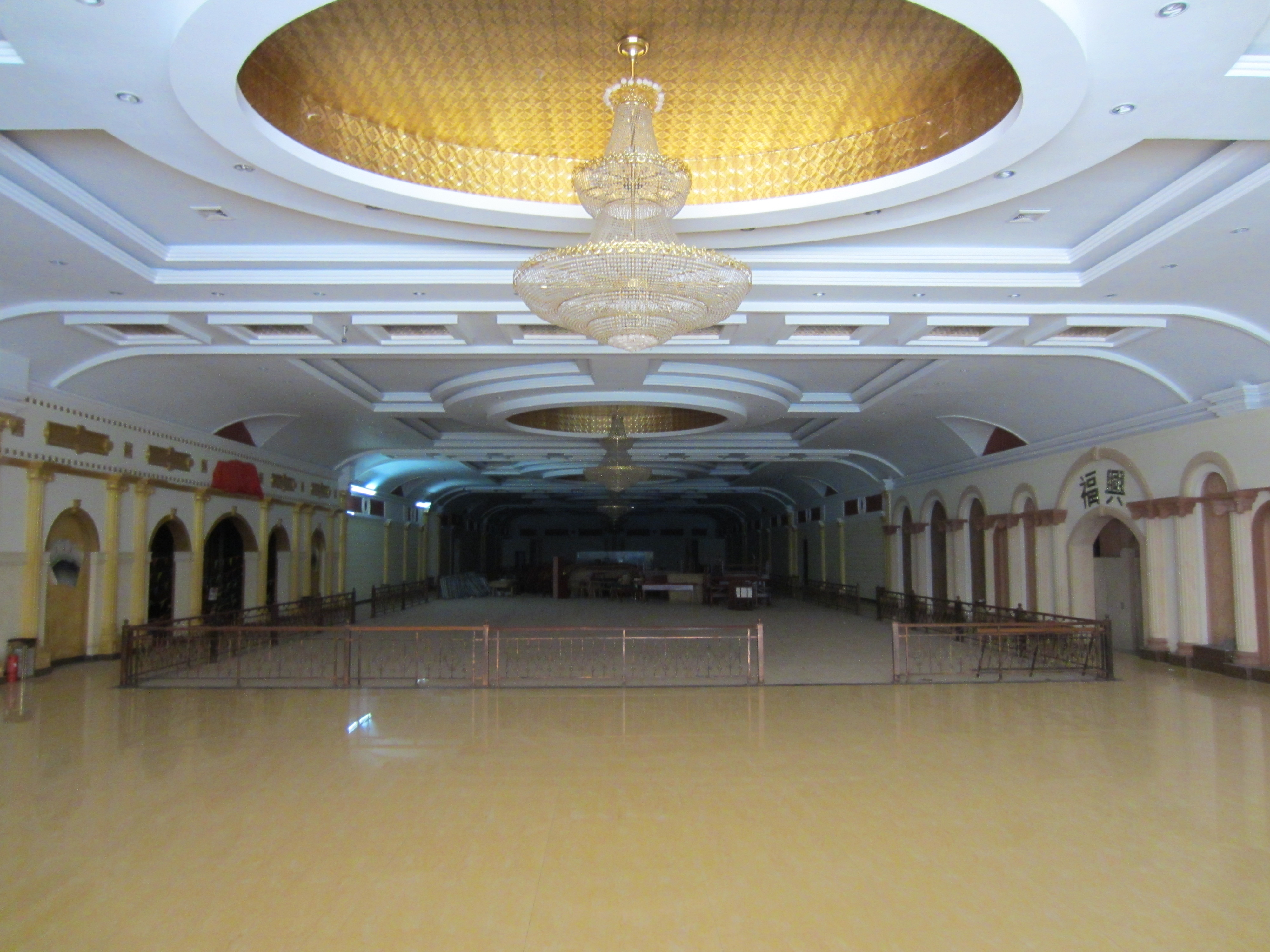
Bên trong sòng bạc bị bỏ hoang ở Boten, Lào.